# Filmografia di Penélope Cruz
Penélope Cruz  è un'attrice spagnola.

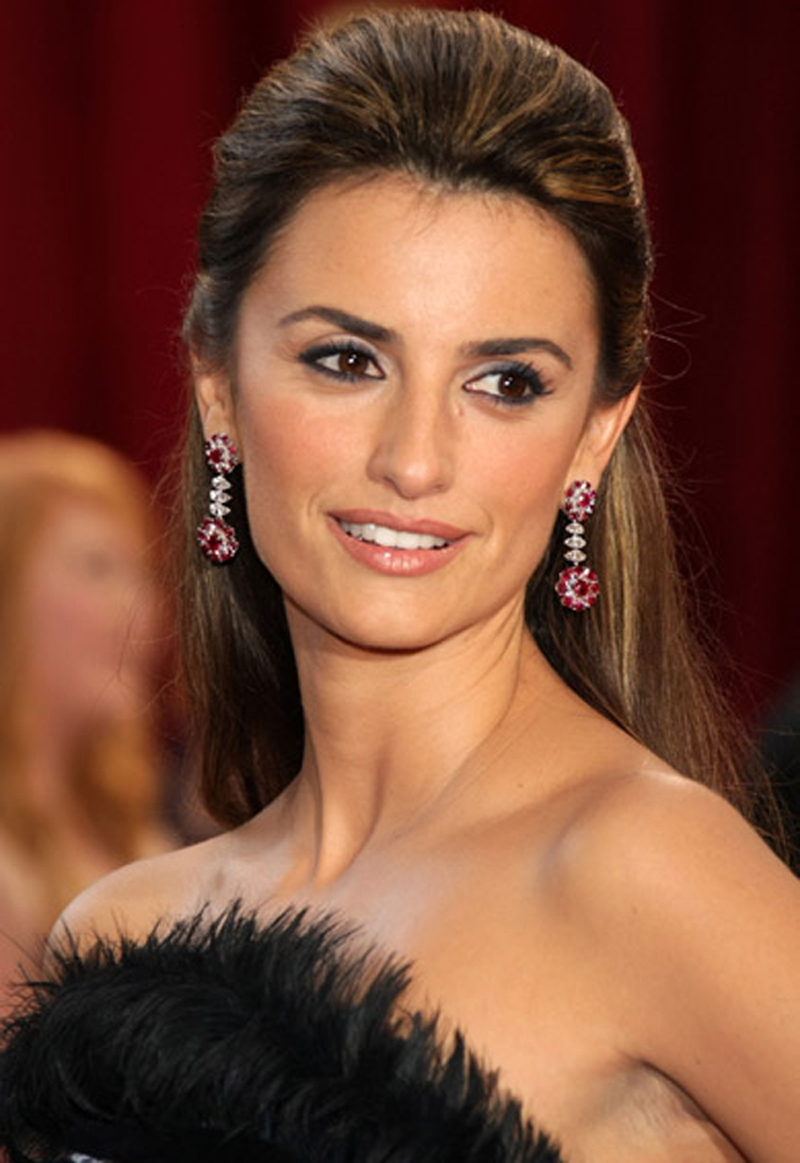
Penelope Cruz ai Premi Oscar 2008

Negli Stati Uniti gli incassi dei suoi film ammontano a 920 milioni di dollari, con una media di 24.8 milioni a film, a livello internazionale hanno incassato circa 2.9 miliardi di dollari.

## Attrice

### Cinema
- Prosciutto prosciutto (Jamón jamón), regia di Bigas Luna (1992)
- Belle Époque, regia di Fernando Trueba (1992)
- Il labirinto greco (El laberinto griego), regia di Rafael Alcázar (1993)
- La ribelle, regia di Aurelio Grimaldi (1993)
- Per amore, solo per amore, regia di Giovanni Veronesi (1993)
- Allegro ma non troppo (Alegre ma non troppo), regia di Fernando Colomo (1994)
- Tutto è bugia (Todo es mentira), regia di Álvaro Fernández Armero (1994)
- Fra rosse (Entre rojas), regia di Azucena Rodríguez (1995)
- El efecto mariposa, regia di Fernando Colomo (1995)
- Brujas, regia di Álvaro Fernández Armero (1996)
- La Celestina, regia di Gerardo Vera (1996)
- Más que amor, frenesí, regia di A. Albacete, M. Bardem e D. Menkes (1996)
- L'amore nuoce gravemente alla salute (El amor perjudica seriamente la salud), regia di Manuel Gómez Pereira (1996)
- La legge della giungla (Et hjørne af paradis), regia di Peter Ringgaard (1997)
- Carne trémula (Carne trémula), regia di Pedro Almodóvar (1997)
- Apri gli occhi (Abre los ojos), regia di Alejandro Amenábar (1997)
- Don Juan, regia di Jacques Weber (1998)
- Due volte ieri (The Man with Rain in His Shoes), regia di María Ripoll (1998)
- La voce degli angeli (Talk of Angels), regia di Nick Hamm (1998)
- La niña dei tuoi sogni (La niña de tus ojos), regia di Fernando Trueba (1998)
- Hi-Lo Country (The Hi-Lo Country), regia di Stephen Frears (1998)
- Tutto su mia madre (Todo sobre mi madre), regia di Pedro Almodóvar (1999)
- Volavérunt, regia di Bigas Luna (1999)
- Per incanto o per delizia (Woman on Top), regia di Fina Torres (2000)
- Passione ribelle (All the Pretty Horses), regia di Billy Bob Thornton (2000)
- Blow, regia di Ted Demme (2001)
- Il mandolino del capitano Corelli (Captain Corelli's Mandolin), regia di John Madden (2001)
- Nessuna notizia da Dio (Sin noticias de Dios), regia di Agustín Díaz Yanes (2001)
- Vanilla Sky, regia di Cameron Crowe (2001)
- Amici di... letti (Waking Up in Reno), regia di Jordan Brady (2002)
- Masked and Anonymous, regia di Larry Charles (2003)
- Il tulipano d'oro (Fanfan la Tulipe), regia di Gérard Krawczyk (2003)
- Gothika, regia di Mathieu Kassovitz (2003)
- Non ti muovere, regia di Sergio Castellitto (2004)
- Un amore sotto l'albero (Noel), regia di Chazz Palminteri (2004)
- Gioco di donna (Head in the Clouds), regia di John Duigan (2004)
- Sahara, regia di Breck Eisner (2005)
- Chromophobia, regia di Martha Fiennes (2005)
- Bandidas, regia di Joachim Rønning, Espen Sandberg (2006)
- Volver - Tornare (Volver), regia di Pedro Almodóvar (2006)
- Manolete, regia di Menno Meyjes (2007)
- The Good Night, regia di Jake Paltrow (2007)
- Lezioni d'amore (Elegy), regia di Isabel Coixet (2008)
- Vicky Cristina Barcelona, regia di Woody Allen (2008)
- Gli abbracci spezzati (Los abrazos rotos), regia di Pedro Almodóvar (2009)
- Nine, regia di Rob Marshall (2009)
- Sex and the City 2, regia di Michael Patrick King (2010)
- Pirati dei Caraibi - Oltre i confini del mare (Pirates of the Caribbean: On Stranger Tides), regia di Rob Marshall (2011)
- To Rome with Love, regia di Woody Allen (2012)
- Venuto al mondo, regia di Sergio Castellitto (2012)
- Gli amanti passeggeri (Los amantes pasajeros), regia di Pedro Almodóvar (2013)
- The Counselor - Il procuratore (The Counselor), regia di Ridley Scott (2013)
- Ma ma - Tutto andrà bene (Ma ma), regia di Julio Medem (2015)
- Zoolander 2, regia di Ben Stiller (2016)
- Grimsby - Attenti a quell'altro (The Brothers Grimsby), regia di Louis Leterrier (2016)
- The Queen of Spain (La reina de España), regia di Fernando Trueba (2016)
- Escobar - Il fascino del male (Loving Pablo), regia di Fernando León de Aranoa (2017)
- Assassinio sull'Orient Express (Murder on the Orient Express), regia di Kenneth Branagh (2017)
- Tutti lo sanno (Todos lo saben), regia di Asghar Farhadi (2018)
- Dolor y gloria, regia di Pedro Almodóvar (2019)
- Wasp Network, regia di Olivier Assayas (2019)
- Madres paralelas, regia di Pedro Almodóvar (2021)
- Finale a sorpresa - Official Competition (Competencia oficial), regia di Mariano Cohn e Gastón Duprat (2021)
- Secret Team 355 (The 355), regia di Simon Kinberg (2022)
- L'immensità, regia di Emanuele Crialese (2022)
- Tutto in un giorno (En los márgenes), regia di Juan Diego Botto (2022)
- Ferrari, regia di Michael Mann (2023)

### Televisione
- I classici dell'erotismo (Série rose) – serie TV, 1 episodio (1991)
- Framed – serie TV, 3 episodi (1992)
- Venuto al mondo - extended version, regia di Sergio Castellitto – miniserie TV, 5 episodi (2014)
- American Crime Story, serie TV (2018)

### Videoclip
- La fuerza del destino – Mecano (1989)
- El patio – Nacho Cano (1994)
- Cosas que contar – Eduardo Cruz (2007)
- Decirnos adiós – Miguel Bosé (2012)

### Cortometraggi
- La concejala antropófaga, regia di Pedro Almodóvar (2009)
- L'Agent by Agent Provocateur, regia di Penélope Cruz (2014)

## Doppiatrice
- G-Force - Superspie in missione, regia di Hoyt Yeatman (2009)
- Sesamo apriti - serie TV (2013-2014)

## Produttrice
- Venuto al mondo, regia di Sergio Castellitto (2012)
- Ma ma - Tutto andrà bene (Ma ma), regia di Julio Medem (2015)
- The Queen of Spain (La reina de España), regia di Fernando Trueba (2016)
- Finale a sorpresa - Official Competition (Competencia oficial), regia di Mariano Cohn e Gastón Duprat (2021) - produttrice esecutiva
- Tutto in un giorno (En los margenes), regia di Juan Diego Botto (2022)

## Regista
- El waltz de los locos – videoclip per Nacho Cano (1995)
- L'Agent by Agent Provocateur – cortometraggio (2013)
- L'Agent Provocateur – cortometraggio (2014)
- Soy uno entre cien mil – documentario (2016)

## Sceneggiatrice
- L'Agent, regia di Penélope Cruz – cortometraggio (2013)
- L'Agent by Agent Provocateur, regia di Penélope Cruz – cortometraggio (2014)
- Soy uno entre cien mil, regia di Penélope Cruz – documentario (2016)